# Ellipteroides thiosema
Ellipteroides thiosema är en tvåvingeart som först beskrevs av Alexander 1921.  Ellipteroides thiosema ingår i släktet Ellipteroides och familjen småharkrankar. Inga underarter finns listade i Catalogue of Life.